# Charaxes cymo
Charaxes cymo är en fjärilsart som beskrevs av John Obadiah Westwood 1874. Charaxes cymo ingår i släktet Charaxes och familjen praktfjärilar. Inga underarter finns listade i Catalogue of Life.